# Boris Tičić

Boris Tičić (Zadar, 22. svibnja 1957.) je hrvatski bivši nogometaš i današnji trener. 
Igrao je za riječki Orijent, iz kojeg je prešao u Rijeku. 
Bio je od 1983. do 1986. godine prvotimac snažne generacije Rijeke koja se proslavila ostvarila epskom pobjedom nad Real Madridom u 2. kolu Kupa Uefe 1984. u prvoj utakmici 3:1. U uzvratnoj utakmici ispao je tragičar. Na poluvremenu je bilo 0:0 uz dvojicu isključenih Rijekinih igrača (Nikica Milenković i Damir Desnica), a u drugom poluvremenu belgijskog sudac Schoeters isključio je Tičića. Real je poveo tek u 67. minuti iz izmišljenoga jedanaesterca (Juanito). 
Sezonu 1986./1987. odigrao je u njemačkom drugoligašu Arminia Bielefeld. U 9 utakmica postigao je 1 gol. Igračku karijeru prekinuo je 1987. zbog ozljede.
Danas radi kao trener. U Rijeci je bio dugogodišnji trener u školi nogometa Rijeke. Trenirao je Orijent, Široki Brijeg, Zadar (1998.), Rijeku (studenoga 2000–prosinca 2000.), Pomorac Kostrenu od 20. lipnja 2007., Rudar Labin (do travnja 2010.). Bio je pomoćnik Zlatku Daliću u Saudijskoj Arabiji. U saudijskom drugoligašu Al Hazm radio je u timu riječkih stručnjaka koje je vodio Marinko Koljanin (Zoran Škerjanc, Boris Tičić, Edin Crnovšanin, Dado Kondić).
U sezoni 2015./16., trener je nogometaša Paga.